# Beijing Lions (Arena Football)
Die Beijing Lions (deutsch Peking Löwen) sind ein Arena-Football-Franchise aus Peking. Sie spielen seit 2016 in der China Arena Football League (CAFL).

## Geschichte
Die Lions wurden 2016 gegründet und spielen in der Cadillac Arena. Als Trainer wurde der Head Coach der Philadelphia Soul, Clint Dolezel verpflichtet.
Bereits am vierten Spieltag konnten die ungeschlagenen Lions sich für den China Bowl, dem Endspiel der CAFL, qualifizieren. In diesem trafen sie auf die Quingao Clipper. Nachdem ihr Kicker Patrick Clarke III beim Stand von 32:34 und zwei Sekunden vor Schluss ein Field Goal aus 18 Yards verschoss galt die Meisterschaft schon als verloren. Aufgrund einer Strafe gegen die Clipper wegen Rushing the Kicker durfte der Versuch jedoch wiederholt werden. Diesmal war der Kick gut und die Lions gewannen die erste Meisterschaft der CAFL.
Die Lions hatten die effektivste Defense, ließen die wenigsten Punkte zu und erzielten die meisten Punkte der Liga. Durch die durch zwei von James Romain erzielten Touchdowns und den Safety von Paul Cheng konnten die Lions zusätzlich die meisten erzielten Punkte durch die Defense vorweisen.

## Saisonergebnisse
| Saison | Siege | Niederlagen | Unentschieden | Platzierung | Play-off-Ergebnis                              |
| ------ | ----- | ----------- | ------------- | ----------- | ---------------------------------------------- |
| 2016   | 5     | 0           | 0             | 1. CAFL     | 35:34-Sieg im China Bowl gegen Qindago Clipper |